# Kenji Sugawara
Kenji Sugawara (菅原謙二?, Sugawara Kenji; Tokyo, 14 marzo 1926 – Tokyo, 24 dicembre 1999) è stato un attore cinematografico e attore televisivo giapponese.

## Carriera

### Debutto e produttività
Ha recitato in circa trenta produzioni cinematografiche e venti televisive in Giappone. Iniziò a recitare in un ruolo minore in Koi no Oranda-zaka di Hideo Suzuki nel 1951 ed è proprio in questo decennio 1951-1961, negli anni cinquanta, che conobbe il massimo della propria produttività attoriale, divenendo un attore alquanto prolifico in quegli anni. La notorietà infatti arriva con il ruolo da protagonista in Bara no kōdōkan sotto la regia di Kōzō Saeki, regista per il quale recitò in diverse produzioni.
Nonostante ciò non fu mai un interprete principale ma per la maggior parte della propria carriera recitò in ruoli da non protagonista o facendo la spalla.

### Declino
Con l'arrivo degli anni sessanta, Sugawara vide il veloce declino della propria carriera. L'ultimo film di rilievo fu Satan's Sword di Kenji Misumi del 1961 e poi il quasi nulla. Sugawara non ha mai spiegato in un'intervista pubblica il perché di un così veloce declino. Partecipò successivamente a delle serie televisive e smise di recitare per il cinema nel 1969, unico film dopo Satans' Sword.

## Filmografia parziale
- Koi no Oranda-zaka (1951)
- Shino machi o nogarete (1952)
- Muhomono, regia di Kōzō Saeki (1953)
- Konjiki yasha (1954)
- Bara no kōdōkan, regia di Kōzō Saeki (1956)
- Tsukigata Hanpeita: Hana no maki; Arashi no maki (1956)
- Yoru no sugao (1958)
- Tokyo no josei (1960)
- Showa onna jingi (1969)

### Produzioni televisive
- Ashura no gotoku, (come Teiji Masukawa), 1979
- Ashura no gotoku paato II, (come Masukawa), 1980
- Jûjiro ni tastu onna, (Film per la TV), 1980